# 링컨 루이스
링컨 루이스(영어: Lincoln Lewis, 1987년 10월 24일 ~ )는 오스트레일리아의 배우이다.

## 출연 작품
- 애프터 어스 (2013)
- 베이트 (2012)
- 봄의 멜로디 (2011)
- 워 오브 투모로우 (2010)
- 부두 라군 (2006)
- 아쿠아마린 (2006)
- 홈 앤 어웨이 (1988)